# Mongòlia Interior
La Regió Autònoma de Mongòlia Interior (mongol:  o ᠥᠪᠦᠷ ᠮᠣᠨᠺᠤᠯᠤᠨ ᠥᠪᠡᠷᠲᠡᠺᠡᠨ ᠵᠠᠰᠠᠬᠤ ᠣᠷᠤᠨ, Öbür Mongghul-un Öbertegen Jasaqu Orun; xinès tradicional: 內蒙古自治區, xinès simplificat: 内蒙古自治区, pinyin: Nèi Měnggǔ Zìzhìqū) és una regió autònoma mongola de la República Popular de la Xina.
La Mongòlia Interior limita d'est a oest amb les províncies d'Heilongjiang, Jilin, Liaoning, Hebei, Shanxi, Shaanxi, Regió Autònoma Hui de Ningxia i Gansu, mentre que al nord limita amb Mongòlia i Rússia. La seva extensió és d'1,18 milions km² i ocupa el 12% de la superfície xinesa, amb una població de 23,76 milions. La capital n'és Hohhot.
El govern de la regió de Mongòlia Interior s'anomena d'Öbür Mongghul (Mongòlia del Sud), en comptes de Dotood Mongghul, que seria la traducció en mongol de 'Mongòlia Interior'. Els termes "Interior-Exterior" deriven de les paraules de l'idioma manxú dorgi-tulergi, que són vistos com a sinocèntrics per alguns mongols, que prefereixen els termes nord-sud (aru/öbür). Alguns mongols també usen el nom en anglès Southern Mongolia.

## Geografia
La major part del territori de la Regió Autònoma de Mongòlia Interior està constituït per altiplans i cadenes muntanyenques. La zona oriental està dominada per les muntanyes del Gran Khingan, que descendeixen per l'est cap a les planes de Manxúria. La part central està dominada per les muntanyes de Yinshan i Langshan. El desert de Gobi s'estén al llarg de la frontera entre Mongòlia Interior i Mongòlia. Altres deserts són el Mu Us i l'Hobq, al sud de la corba del riu Groc, i el desert de Badain Jaran a l'oest. La major part de la zona oriental parteix de les conques dels rius Amur i Liao. El riu Groc (Huang He) penetra cap al nord i creua prop de les ciutats d'Hohhot i Baotou abans de tornar cap al sud formant una O, per això aquesta regió és coneguda com a Hetao (河套), 'envoltada pel riu'. La resta de la Mongòlia central i occidental no forma part de cap divisòria i té nombrosos llacs salats. El cim de la muntanya Helan, a les muntanyes del mateix nom que s'estenen al llarg de la frontera amb Ningxia, és el punt més alt de la regió, amb 3.556 metres. El major llac d'aigua dolça és l'Hulun, al nord-est, proper a Mongòlia i Rússia. En general, el clima n'és continental. Els hiverns són llargs i freds, amb una mitjana de temperatures al gener que oscil·la entre els -23 °C en el nord-est i els -10 °C al sud. Els estius són curts, amb una mitjana al juliol d'entre 17 °C i 24 °C. La mitjana anual de precipitacions va des de menys de 50 mm al nord i est fins a 450 mm en les terres altes del nord-oest. En els últims anys, la desertització ha esdevingut un important problema mediambiental.

## Divisions administratives
Mongòlia Interior es divideix en 12 prefectures, incloses 9 prefectures urbanes i 3 lligues.
Les nou prefectures són:
- Hohhot (呼和浩特市 Hanyu Pinyin: Hūhéhàotè shì)

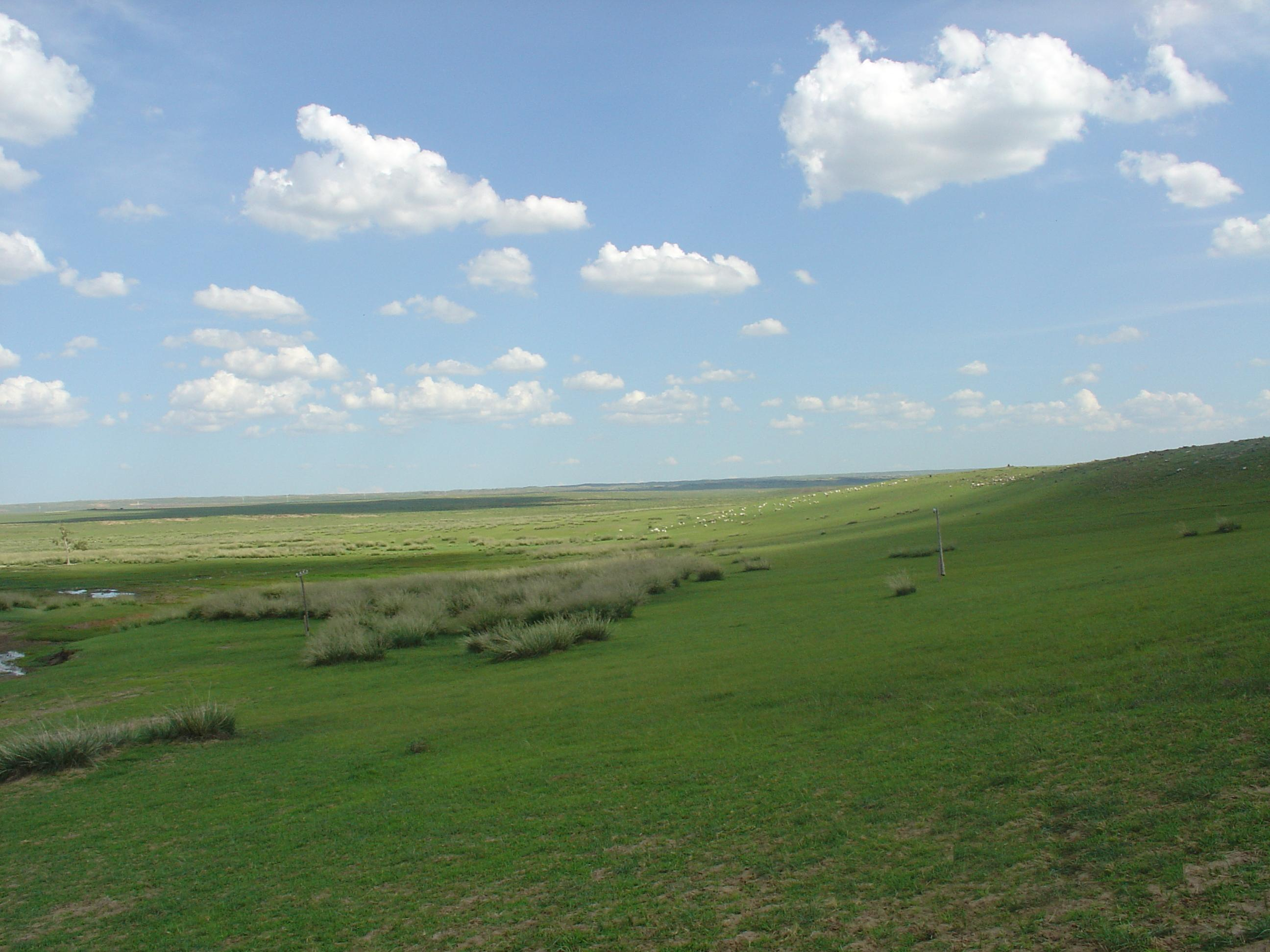
Planures de Mongòlia Interior

- Baotou (包头市 Bāotóu shì)
- Wuhai (乌海市 Wūhǎi shì)
- Chifeng (赤峰市 Chìfēng shì)
- Tongliao (通辽市 Tōngliáo shì)
- Ordos (鄂尔多斯市 È'ěrduōsī shì)
- Hulunbuir (呼伦贝尔市 Hūlúnbèi'ěr shì)
- Baynnur (巴彦淖尔市 Bāyànnào'ěr shì)
- Ulaan Chab (乌兰察布市 Wūlánchábù shì)

Les tres lligues són:
- Xilin Gol (锡林郭勒盟 Xīlínguōlè méng)
- Alxa (阿拉善盟 Ālāshàn méng)
- Xing'an (兴安盟 Xīng'ān méng)

## Demografia
Els xinesos han són el major grup ètnic: constitueixen el 80% de la població. Encara que la regió de Hetao, al costat del riu Groc, sempre ha estat poblada per agricultors del sud i nòmades del nord, l'episodi més recent de migració han al començament del segle XVIII fou fomentada per la dinastia Qing. Els han viuen principalment a la regió de Hetao i en diversos punts del centre i de l'est de Mongòlia Interior. Els mongols en són el segon grup de població amb un 17% del total. Això inclou molts grups que parlen mongol; oficialment a la Xina, grups com els buriat i els oirat són considerats mongols. Molts mongols que tradicionalment eren nòmades es van establir quan la seva economia de pasturatge va ser col·lectivitzada durant l'era maoista.
| Grups ètnics a Mongòlia Interior, cens 2000. Exclosos membres de l'exèrcit | Grups ètnics a Mongòlia Interior, cens 2000. Exclosos membres de l'exèrcit | Grups ètnics a Mongòlia Interior, cens 2000. Exclosos membres de l'exèrcit |
| Etnicitat                                                                  | Població                                                                   | Percentatge                                                                |
| -------------------------------------------------------------------------- | -------------------------------------------------------------------------- | -------------------------------------------------------------------------- |
| Xinesos han                                                                | 18.465.586                                                                 | 79,17%                                                                     |
| Mongols                                                                    | 3.995.349                                                                  | 17,13%                                                                     |
| Manxú                                                                      | 499.911                                                                    | 2,14%                                                                      |
| Ètnia hui                                                                  | 209.850                                                                    | 0,900%                                                                     |
| Ètnia daur                                                                 | 77.188                                                                     | 0,331%                                                                     |
| Evenks                                                                     | 26.201                                                                     | 0,112%                                                                     |
| Coreans                                                                    | 21.859                                                                     | 0,094%                                                                     |
| Russos                                                                     | 5.020                                                                      | 0,022%                                                                     |

## Economia
A les valls es conreen preferentment cereals, com el blat. A les planures, més àrides, la cria de cabres i ovelles és el mètode tradicional de subsistència. La silvicultura i la cacera són importants a les serralades del Gran Khingan. Els evenki de la bandera autònoma d'Evenki crien rens. Hi ha abundància de recursos naturals com carbó, llana de caixmir, gas natural, metalls rars i els majors dipòsits de tota Xina de niobi, circoni i beril·li. No obstant això, l'explotació d'aquests recursos en el passat va ser bastant ineficaç, cosa que es va traduir, malgrat la seva riquesa, en pobres resultats. Es voldria doblar la producció de carbó a l'any 2006, des dels 250 milions de tones de 2005, fins als 500 milions. La indústria s'ha desenvolupat principalment al voltant del carbó, la generació d'electricitat i les indústries relacionades amb la silvicultura. Ara es posa èmfasi en sis competitives indústries: energia, química, metal·lúrgica, manufactura d'equipaments, processament de productes agrícoles (incloent la llet) i alta tecnologia. Companyies de Mongòlia Interior conegudes són ERDOS, Yili i Mengniu.

Bandera dels nacionalistes mongols de Mongòlia Interior

## Història

### Antiguitat primera
Durant la major part de la seva història, les zones central i occidental de Mongòlia Interior, especialment la regió d'Hetao, han estat alternativament sota control dels xinesos agricultors del sud i els nòmades xiongnu, xianbei, kitan, nurchen i mongols del nord. La zona oriental és, pròpiament parlant, part de Manxúria i la seva pertinença històrica s'ha mogut més entre l'alternança entre diferents grups que en la lluita entre nòmades i agricultors xinesos. Durant la dinastia Zhou, aquestes zones central i occidental (regió d'Hetao i àrees adjacents) estaven habitades per pobles nòmades com els Loufan, Linhu i Di, mentre que la part oriental ho era pels Donghu. Durant el període dels Regnes Combatents, el rei Wuling (340 aC-295 aC) de l'estat de Zhao, establert en el que ara són les províncies d'Hebei i Shaanxi, va desenvolupar una política expansionista en la regió. Després de destruir l'estat de Di a Zhongshan, en l'actual província d'Hebei, va derrotar els Linhu i Loufan i va crear la comandància de Yunzhong, propera a l'actual Hohhot. També va construir una gran muralla a través de la regió d'Hetao. Qin Shihuang, després d'unificar l'Imperi xinès en el 221 aC, va enviar el general Meng Kuo perquè expulsés els xiongnu de la regió i va incorporar la vella muralla zhao dintre de la Gran Muralla xinesa. Així mateix va mantenir dues comandàncies a la regió, Jiuyuan i Yunzhong, i va traslladar 30.000 famílies per solidificar la regió. Després del col·lapse de la dinastia el 206 aC tots aquests esforços van ser abandonats.

### Antiguitat tardana
Durant la dinastia Han occidental l'emperador Wu va enviar el general Wei Qing a reconquistar la regió d'Hetao als xiongnu el 127 aC. Després de la conquesta, l'emperador va continuar amb la política de construir assentaments a Hetao per defensar-se dels nòmades. En aquest mateix any va establir les comandàncies de Shuofang i Wuyuan a Hetao. En aquesta època, el que ara és l'orient de Mongòlia Interior estava controlat pels xianbei, que més tard superarien els xiongnu en poder i influència. Durant la dinastia Han oriental (25-220 dC), els xiongnu que s'havien rendit a la dinastia Han començaren a instal·lar-se a Hetao i es van barrejar amb els immigrants Han de la zona. Més tard, durant la dinastia Jin occidental, va ser un noble xiongnu d'Hetao, Liu Yuan, qui va establir el Regne Han Zhao a la regió començant així el període dels Setze Regnes que va veure la desintegració del nord de la Xina sota una varietat de règims Han i no Han (incloent els xiongnu i els xianbei).

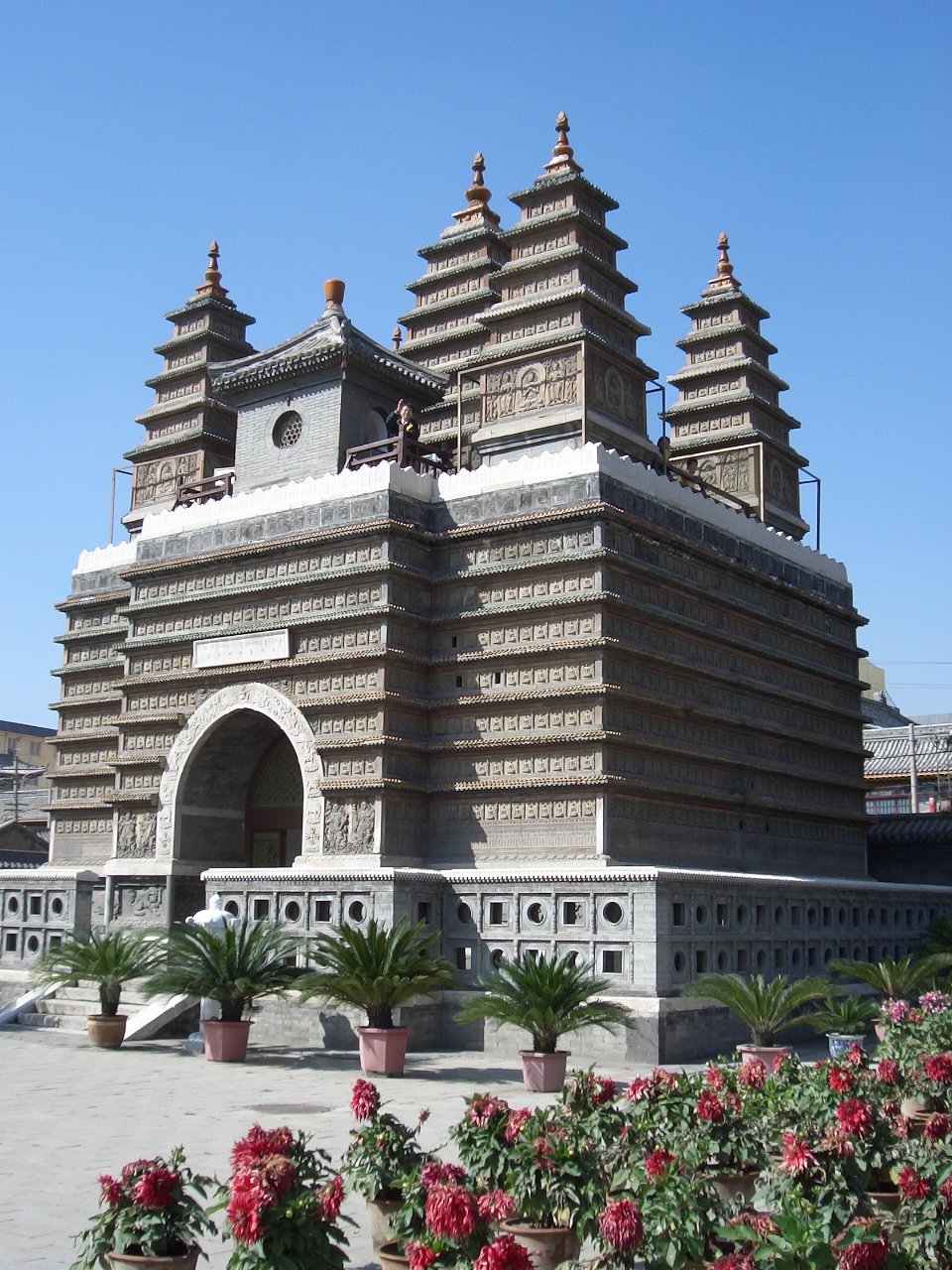
Temple de les Cinc Pagodes a Huhhot

Les dinasties Sui (581-618) i Tang (618-907) restabliren un Imperi xinès unificat i, com les seves predecessores, van conquistar Hetao i van establir-hi assentaments, encara que una vegada més aquests esforços van fracassar quan l'Imperi Tang va començar a col·lapsar. Hetao (juntament amb la resta del que ara és Mongòlia Interior) va ser llavors absorbit per l'imperi dels kitan (dinastia Liao), un poble nòmada originari del que ara és la part sud de Manxúria i l'oriental de Mongòlia Interior. Fou seguit per l'Imperi tangut (dinastia Xia occidental), que va prendre control de la part occidental (incloent la part occidental d'Hetao). Els Kitan van ser més tard reemplaçats pels Jurchen, avantpassats dels moderns manxú, que van establir la dinastia Jinn a Manxúria i nord de la Xina.

### Edat mitjana i moderna
Genguis Kan va unir les tribus mongoles el 1206, va conquistar l'Imperi tangut el 1227 i el Jurchen el 1234. Els seus descendents van completar aquesta conquesta de la Xina el 1279, establint la dinastia Yuan, que seria desallotjada per la dinastia Ming el 1368. Els Ming van reconstruir la Gran Muralla en el seu actual emplaçament, que coincideix aproximadament amb la frontera sud de l'actual Regió Autònoma de Mongòlia Interior (encara que es desvia significativament en la frontera amb Hebei) Els manxú van sotmetre els mongols al començament del segle XVII; envaïren a continuació la Xina Ming el 1644, i la posaren sota control de la seva dinastia Qing (1644-1912), sota el domini de la qual cada regió de Mongòlia va ser administrada de diferent manera: 
- Mongòlia exterior: les quatre lligues (aymags) dels mongols khalkha de la Mongòlia central i del nord, així com les regions de Tannu Uriankhai i Hovd al nord-oest van ser supervisades pel general d'Uliastay en la ciutat d'Uliastay. Equival a l'actual estat independent de Mongòlia, la regió administrada per Rússia de Tannu Uriankhai i una part del nord de Xinjiang.
- Mongòlia interior: les banderes i tribus del sud de Mongòlia formaven part de sis lligues (chuulghan): Jirim, Juu Uda, Josutu, Xilingol, Ulaan Chab i Yeke Juu. Equivalen a la major part de Mongòlia Interior i algunes àrees veïnes en les províncies de Liaoning i Jilin.
- Mongòlia Taoxi: les banderes d'Alashan Oolud i Ejine Torghuud eren distintes dels aymags de Mongòlia exterior i dels chuulghans de Mongòlia interior. Equival a la major part de l'occident de l'actual Mongòlia Interior.
- Les vuit banderes Chahar estaven controlades pel comandant militar de Chahar (actual Zhangjiakou). La seva extensió correspon a les meridionals Ulaan Chab i Baynnur en l'actual Mongòlia Interior més la regió que envolta Zhangjiakou a la província d'Hebei. Al mateix temps, la jurisdicció d'alguns departaments fronterers de les províncies de Zhili i Shanxi també se sobreposen en aquesta regió.
- La bandera de Guihua Tümed estava controlada pel comandant de Suiyuan (actual Hohhot). Es correspon amb els veïnatges de la moderna ciutat d'Hohhot. Alhora, la jurisdicció d'alguns departaments fronterers de la província de Shanxi també se sobreposen en aquesta regió.
- La regió d'Hulunbuir, en el que ara és el nord-est de Mongòlia Interior, era part de la jurisdicció del general d'Heilongjiang, un dels tres que tenia Manxúria.

### Segles XIX-XX
A la gent corrent no se li permetia viatjar fora de les seves lligues. Encara que hi havia hagut xinesos Han grangers en el que ara és Mongòlia Interior des de l'època d'Altan Khan, l'assentament de masses va començar a la fi del segle xix. Els manxús esdevenien cada vegada més xinesos i, enfrontats a l'amenaça russa, van començar a animar els grangers xinesos Han que s'assentessin tant a Mongòlia com a Manxúria. Aquesta política ha estat seguida pels governs posteriors. Les vies fèrries que estaven sent construïdes en aquestes regions van ser especialment útils per als colons Han. La terra era tant venuda pel príncep mongol com arrendada als grangers, o simplement llevada als nòmades i donada als grangers. Durant la República Popular de la Xina, Mongòlia Exterior, amb el suport de Rússia, va deixar d'estar sota control xinès i es va convertir en un satèl·lit soviètic. Al mateix temps, Mongòlia Interior va ser reorganitzada en províncies:
- La província de Rehe va ser creada per incloure-hi les lligues de Juu Uda i Josutu, més l'àrea de Chengde on ara és el nord d'Hebei.
- La província de Chahar va ser creada per incloure-hi la lliga de Xilingol així com gran part de l'antic territori de les Vuit Banderes.
- La província de Suiyuan va ser creada per incloure-hi les lligues d'Ulaan Chab i Yeke Juu i la regió d'Hetao (abans territori Guihua Tümed).
- Hulunbur va romandre dintre d'Heilongjiang a Manxúria, que s'havia convertit en una província.
- La major part de la lliga Jirim va caure sota la nova província de Fengtien al sud de Mongòlia.
- La Mongòlia Taoxi, és a dir, les lligues d'Alashan i Ejine, van ser incorporades a la veïna província de Gansu. Més tard la província de Ningxia va ser creada amb el nord de Gansu, i la Mongòlia Taoxi va entrar a formar part de Ningxia.

### República de Solon
Fou un estat de la Mongòlia Interior a la Xina que es va declarar independent el 15 de desembre de 1928 a Khailar, sota protecció soviètica, a l'estil de Tuva, i que no va subsistir més que uns mesos.

### Dominació japonesa
Manxúria va caure sota l'estat titella japonès de Manxukuo el 1931: prengué les àrees mongoles a les províncies de Manxúria (és a dir, les lligues d'Hulunbuir i Jirim). Rehe també va ser incorporada a Manxukuo el 1933, amb les lligues de Juu Uda i Josutu. Aquestes zones van ser administrades per Manxukuo fins al final de la Segona Guerra Mundial el 1945. El 1937, es va declarar una guerra oberta entre Xina i Japó. El 8 de desembre de 1937, el príncep mongol De Wang va declarar la independència de la part restant de Mongòlia Interior (és a dir, les províncies de Suiyuan i Chahar) amb el nom de Mengjiang o Mengkukuo i va signar uns acords d'acostament amb Manxukuo i Japó, fent de Mongòlia Interior un titella de l'Imperi japonès. La capital va ser establerta a Zhangbei (actualment a Hebei); s'estengué el control del govern titella fins a la regió d'Hohhot. L'agost de 1945, Mengjiang va ser presa per tropes soviètiques i de Mongòlia Exterior en l'operació Tempesta d'Agost.

### República popular de la Mongòlia Interior
Els comunistes xinesos van entrar a Kalgan el 23 d'agost de 1945. Els soviètics i mongols arribaren el setembre. El 10 de setembre de 1945 el Partit Comunista de Mongòlia Interior, amb un clar suport de la República Popular de Mongòlia i de la Unió Soviètica, va prendre el poder a Meng Chian i es va proclamar la República popular de Mongòlia Interior.
Les pretensions d'unió a la Mongòlia anomenada Exterior no van tenir el suport de Stalin, que va imposar la dissolució del Partit comunista de Mongòlia Interior per integrar-se al Partit comunista de la Xina. La república es va dissoldre el 25 d'octubre de 1945: passà a formar part de la República Soviètica de la Xina.

### República Popular de Mongòlia Oriental
La República Popular de Mongòlia Oriental fou una república proclamada el 15 de gener de 1946 com a resultat de l'ocupació del territori de Manxukuo per tropes soviètiques i de la República Popular de Mongòlia el setembre de 1945.
La capital en fou Ulanhot ('Ciutat Roja'), abans Wangyemiao.
Com a president fou designat Payenmandu, que abans havia estat governador de la província de Khingan sota l'emperador de Manxukuo Pu Yi. El vicepresident fou el pro soviètic Hafenga. La direcció dels afers del país va estar en mans del general soviètic d'ètnia buriat, Utoshan.
La República anava des de la Gran Muralla de la Xina fins a Amur i abraçava tot l'oest de Manchokuo. Es dividia en les províncies d'Hulunbuir (capital Khailar); Khingan (Merghen o Nenkiang), Nonnimuren (Tsitsihar (Lungkiang), Cherim (on era Ulanhot, però de la qual la capital era Taor o Tao'an), Chaota (Ulanhata o Chihfeng) i Jotsu (Jehol o Chengteh), encara que aquestes dues últimes escapaven al control efectiu de la República.
Com que no va trobar suport a la seva independència entre els líders del Guomindang de la Xina els intel·lectuals es van orientar cap a la col·laboració amb els comunistes, i es va produir un ascens de la classe feudal nacional. Des del 1946 hi va haver converses amb la República soviètica de la Xina a la qual ja pertanyia la regió autònoma de Mongòlia Occidental (Mongòlia Interior Occidental o també Mongòlia del Sud). El govern se'n va dissoldre el maig de 1946, però al nord i a la província de Khingan i en alguns altres territoris es van oposar a la dissolució i varen mantenir la república, que va canviar el nom suprimint l'adjectiu de popular, i amb un govern democràtic: la República de Mongòlia oriental.
La bandera era vermella amb un pal per fustigar cavalls i una aixada i una falç mongoles creuades, sota una estrella vermella de vora groga.

### República de Mongòlia Oriental
Es va proclamar el maig de 1946 a la part nord, a la província de Khingan i en altres llocs de l'antiga República Popular de Mongòlia Oriental que s'oposaven a la dissolució d'aquesta república i van crear un nou govern democràtic que va canviar el nom suprimint l'adjectiu de popular.
L'agost de 1946 el sud de la Mongòlia Oriental (Mongòlia Interior Oriental) amb Chengteh i Jehol fou ocupat pel Kuo Min Tang, que va avançar cap a Kalgan, on va entrar l'octubre.
Els dirigents de la República de Mongòlia Oriental es van aliar a l'exèrcit democràtic aliat (comunista) de Lin Piao, que dominaven una part de l'oest de Manxúria. Aquest exèrcit va entrar a Mongòlia Oriental el 2 de novembre de 1946.
Ulanfu, líder dels autonomistes de Mongòlia Interior (sotmesos als comunistes xinesos) es va establir a Khailar amb forces mongoles; es van iniciar converses per decidir el futur dels mongols orientals (abril-maig) i sota pressió de les forces de Lin Piao es va forçar els resistents mongols a reconèixer el domini comunista xinès que es va estendre a la zona, sota la jurisdicció de la Regió Autònoma de Mongòlia Interior (la Mongòlia occidental o del sud). La República fou oficialment dissolta i Ulanfu fou designat president de la Regió autònoma de Mongòlia Interior (juliol de 1947).
- Bandera: vermell, blau clar, vermell, franges horitzontals (1:2:1), portant al centre de la franja blava una estrella groga damunt d'un pal de fustigar cavalls i d'una aixada amb falç tipus mongol encreuats.

### De la Segona Guerra mundial als nostres dies
Inicialment la regió autònoma només incloïa la regió d'Hulunbuir. Durant la dècada següent, a mesura que els comunistes establien la República Popular Xinesa i consolidaven el seu poder sobre la Xina continental, Mongòlia Interior es va anar estenent cap a l'oest per incloure cinc de les sis lligues originàries (excepte la lliga de Josutu, que roman en la província de Liaoning), la part nord de la regió de Chahar, en aquells dies una lliga també (el sud de Chahar roman en la província d'Hebei), la regió d'Hetao i les banderes d'Alashan i Ejine.
Finalment, pràcticament totes les àrees amb poblacions d'origen mongol significatives van ser incorporades a la regió, li donaren la seva forma allargada a la Mongòlia Interior actual. El 1969, durant la Revolució Cultural, gran part de Mongòlia Interior va ser distribuïda entre les províncies veïnes: Hulunbuir va ser dividida entre Heilongjiang i Jilin, Jirim va passar a formar part de Jilim, Juu Uda de Liaoning i la regió d'Alasha i Ejine va ser dividida entre Gansu i Ningxia. Aquests canvis van ser revocats el 1979.
Hi ha grups que clamen per la independència de Mongòlia Interior denunciant el que veuen com a imperialisme xinès; aquests grups, no obstant això, tenen menys influència i suport dintre i fora de Mongòlia Interior que els moviments similars al Tibet, Xinjiang o Taiwan.